# Ronald Crisp
Ronald James Crisp, anche noto con il diminutivo Ron (Datchet, 24 settembre 1938), è un ex calciatore inglese, di ruolo difensore e centrocampista.

## Carriera
Formatosi nel Dulwich Hamlet, dopo una stagione senza presenze al Luton Town, viene ingaggiato nel 1960 dal Watford, società militante nella terza divisione inglese.
Nel 1965 passa al Brentford, società con cui retrocede in quarta serie al termine della Third Division 1965-1966.
Nell'estate 1967 si trasferisce in America per giocare nei Los Angeles Toros, società militante nella neonata NPSL. Con i Toros ottenne il quinto ed ultimo posto nella Western Division.
La stagione seguente Crisp, a seguito del trasferimento dei Toros a San Diego, gioca nei San Diego Toros con cui giunge alla finale della neonata NASL, persa contro gli Atlanta Chiefs
Dopo un periodo di prova al Leyton Orient, Crisp si trasferì in Sudafrica, ove giocò e poi allenò in numerosi club locali